# Ivan Duns Škot
Ivan Duns Škot (oko 1266. – 8. studenog 1308.) bio je katolički teolog, filozof i logičar. Bio je jedan od najutjecajnijih teologa i filozofa visokog srednjeg vijeka, pa mu je, zbog pronicava duha, nadjenut i latinski nadimak "Doctor subtilis".

## Životopis
Nije sasvim jasno gdje je rođen. Neki drže da je rođen u Dunsu u Škotskoj, dok drugi misle da je rođen u Irskoj. Stupio je u franjevački red, te je 1291. u Northamptonu, u Engleskoj zaređen za svećenika, a studirao je i poučavao u Parizu (1293. – 1297.) i Oxfordu, a možda i u Cambridgeu. Bio je protjeran s Pariškog sveučilišta, jer je stao na stranu pape Bonifacija VIII., a protiv francuskog kralja Filipa IV. Lijepog. Na koncu je 1307. došao u Köln u Njemačkoj.
Bio je jedan od najvećih franjevačkih teologa i utemeljitelj posebnog pravca unutar skolastike, koji će biti nazvan »skotizam.« Potjecao je iz »Stare franjevačke škole« kojoj su pripadali Aleksandar Haleški (umro 1245.), sveti Bonaventura (umro 1274.), Ivan Pecham (umro 1292.) i drugi. Nazivali su ga Doctor subtilis jer je bio izrazito vješt u pomirivanju različitih pogleda na neku stvar.
Umro je u Kölnu, a pokopan je u franjevačkoj crkvi u tom gradu. Na sarkofagu mu na latinskom piše: »Scotia me genuit. Anglia me suscepit. Gallia me docuit. Colonia me tenet« - Škotska (Irska se do 13. stoljeća nazivala i Škotskom) me rodila. Engleska me prihvatila. Francuska me poučila. Köln me drži. U Kölnu ga se stoljećima častilo kao blaženika, a papa Ivan Pavao II. proširio je 20. ožujka 1993. njegovo štovanje na cijelu Crkvu.

## Filozofija
Ivan Duns Scot bio je filozof kršćanske skolastike (srednjovjekovne filozofije). On je proučavao metafiziku i bavio se kategorijama kao što su postojanje, biće i drugo. On je također zastupao princip individuacije (npr. ljudi su različiti međusobno). Što se tiče problema univerzalija on je bio realist. U Vatikanu danas djeluje i Skotistička komisija, čiji je član bio i hrvatski franjevac fra Karlo Balić.

## Poveznice
- Filozofija
- Srednjovjekovna filozofija